# Abbàs ibn Nàssih
Abu-l-Alà Abbàs ibn Nàssih ath-Thaqafí al-Jazarí fou un poeta de l'Àndalus del segle ix. Va viure durant uns anys a Egipte, el Hijaz i l'Iraq. Fou home de confiança de l'emir Al-Hàkam I, que el va nomenar cadi de la seva ciutat natal, Al-Jazira al-Khadrà (Algesires). Va morir vers el 852, cap al final del regnat d'Abd-ar-Rahman II.